# 北ウイング
「北ウイング」（きたウイング）は、日本の歌手である中森明菜の楽曲。この楽曲は中森の7枚目のシングルとして、1984年1月1日にワーナー・パイオニア（現：ワーナーミュージック・ジャパン）のリプリーズ・レコードレーベルよりリリースされた (EP: L-1663)。

## 背景
「北ウイング」は、1984年5月1日発売のスタジオ・アルバム『ANNIVERSARY』からの先行シングルとして、1984年1月1日にシングル・レコード (EP: L-1663)で発売された。シングル・レコードのライナーノーツにはこの楽曲の楽譜が掲載された。初回盤50万枚は3つ折りピンナップジャケット仕様で本作の特典には、お年玉として抽選で1500名にグッズがプレゼントされた。
この楽曲は、康珍化が作詞し、林哲司が作曲・編曲を手掛けた。当時のヒットメーカーだった康・林コンビの起用は、杉山清貴&オメガトライブの楽曲「SUMMER SUSPICION」を聴いた中森の直接の指名によって実現された。作曲は「少女A」のアグレッシブな印象と「セカンド・ラブ」の優しい印象の中間としてアップテンポかつロックを用いず洋楽的要素を含んだ洗練した形とし、作詞は当初「オートバイが疾走する世界観」として依頼されるところだったものの林の編曲によるサビの後のストリングスが徐々に駆け上がる旋律にディレクターが空港での航空機の離陸のイメージを掴んだことで空港を舞台とした形に変更された 。
「北ウイング」のタイトルは、候補として、「ミッドナイトフライト」・「夜間飛行」などもあったが、中森の提案によりこのタイトルに決定された。中森はこのタイトルについて、松任谷由実の「中央フリーウェイ」に影響を受けたと明かしている。林は曲名の決定について「あまりにも直球すぎると反対したが、今はその感覚に見事としか言えない、当時からアーティストして強い意志を持っていた」と述懐している。
「北ウイング」とは、成田国際空港（当時の呼称は新東京国際空港）の第1ターミナルの北部分の呼び名である。本曲に登場する航空便は歌詞の内容から当時夜出発の便として運航されていた、日本航空の成田発アンカレッジ経由ロンドン・ヒースロー国際空港行きの便ではないかと指摘されている。
この楽曲の続編として、1984年10月10日に発売されたスタジオ・アルバム『POSSIBILITY』収録曲の「ドラマティック・エアポート -北ウイング Part II-」がある。「北ウイング」は後の作品でも新録されており、2002年12月リリースのベスト・アルバム『Akina Nakamori〜歌姫ダブル・ディケイド』と、 2006年1月リリースのベスト・アルバム『BEST FINGER 25th anniversary selection』にそれぞれ収録された。2010年には、中森をモチーフとしたパチンコ台『CR中森明菜・歌姫伝説〜恋も二度目なら〜』に本曲が収録された。
シングル盤「北ウイング」のB面として発表された「涙の形のイヤリング」は、「北ウイング」に続いて康が作詞し、林が作曲・編曲を手掛けた楽曲である。1984年12月15日には、本作のB面であるこの楽曲を差し替えた「北ウイング／リ・フ・レ・イ・ン」がリリースされた。
2023年11月8日発売の『林哲司50周年記念トリビュートアルバム サウダージ』に中森自身がセルフカバーした「北ウイング－CLASSIC－」が収録された。発売日に先駆け、同年10月30日にニッポン放送番組内で初オンエアされ、久しぶりの新録と変わらぬ歌声が話題となった。CLASSICバージョンの発表に際し中森は「発売当時は国境を超え彼の元へ向かう意思のある女性として歌った、40年の時を経た今一人の女性がすべてを捨てる覚悟で一歩を踏み出す勇気を讃えたいと思い応援する気持ち、康さん・林さん・曲を愛するすべての皆様へ感謝の気持を込めて歌った」と自身のSNSで発言している。

## 批評
『Hotwax presents 歌謡曲 名曲名盤ガイド 1980's』の馬飼野元宏は「北ウイング」の歌唱について「サビでの伸びのあるロングトーンには、のちに『明菜ビブラート』と呼ばれるスタイルの原型が見られる。」と批評。『CDジャーナル』は、さながら歌謡曲の見本かのような明快な構成とバック・コーラスの中、これほどしっとりと歌唱出来るアイドル歌手は他にはいないと指摘した上で、「ときに囁くように、ときに激しく、魔性の女を思わせる歌声を披露している。」と批評した。

## チャート成績
この楽曲は、TBS系音楽番組『ザ・ベストテン』では、1984年1月19日に前週の15位から一気にジャンプアップして1位にランクインすると、それから2月16日の放送まで5週連続1位を記録した。オリコン週間シングルチャートでは、1984年1月9日付で初登場・最高順位ともに2位を記録した。また、1984年度のオリコン年間シングルチャートでは、9位を記録。その時点では60万枚に届かなかったが、B面を「リ・フ・レ・イ・ン」に差し替えたことで再びランクインし、最終的には61.4万枚の売上となった。
オリコン週間シングルチャートの集計において、CD・レコードは公式発売日の数日前に店頭に並ぶことがあるが、その場合現在では公式発売日以前の売り上げは発売日の売上げと合算される。そのため1984年1月1日発売なので、現在の集計方法なら1984年1月16日付（集計期間: 1983年12月26日から1984年1月8日、2週合算）のチャートに初登場のはずだった。しかし実際には1984年1月9日付チャート（集計期間: 1983年12月19日から1983年12月25日）で初登場し、初動売上が分割されてしまった。現在の方法で集計されていれば、1984年1月9日付と1984年1月16日付を合算した推定売上枚数は20万8840枚となり、1984年1月16日付の1位である「もしも明日が…。」（わらべ）の16万4230枚を上回っていた。
オリコンによると、当時の集計方法では店頭に置かれ売り上げれば公式発売日前の集計期間でもランクインが可能で、現在の集計方法とは異なっていたと説明している。集計基準については、総じて一貫性を保っているものとは限らず、レコード事情の変化に応じて基準を変える必要があるとしている。

## 収録曲
| 全作詞: 康珍化、全作曲・編曲: 林哲司。 |                        |        |            |      |
| #                                      | タイトル               | 作詞   | 作曲・編曲 | 時間 |
| A.                                     | 「北ウイング」         | 康珍化 | 林哲司     | 4:39 |
| B.                                     | 「涙の形のイヤリング」 | 康珍化 | 林哲司     | 4:28 |
| 合計時間:                              | 合計時間:              | 9:07   |            |      |

## 特別盤両A面シングル
1984年12月15日にワーナー・パイオニアのリプリーズ・レコードレーベルよりリリースされた (EP: L-1667)。

### 背景
「北ウイング／リ・フ・レ・イ・ン」は、中森の7枚目のシングル「北ウイング」（通常盤）のB面曲「涙の形のイヤリング」を、スタジオ・アルバム『POSSIBILITY』収録曲であった「リ・フ・レ・イ・ン」と差し替え、「北ウイング／リ・フ・レ・イ・ン」として、1984年12月15日にシングル・レコード (EP: L-1667)で発売された特別盤シングルである。
「リ・フ・レ・イ・ン」は、松井五郎が作詞し、松田良が作曲、萩田光雄が編曲を手掛けた楽曲である。この楽曲は、TBS系水曜スペシャル・ドラマ『恋はミステリー劇場』のエンディング・テーマとして使用された。表面のジャケット写真は「北ウイング」（通常盤）と同様のものを採用し、裏面のジャケット・アートは横尾忠則が担当した。2008年11月12日には、デジタル・ダウンロードでもリリースされた。

### 収録曲
| #         | タイトル               | 作詞      | 作曲      | 編曲      | 時間 |
| --------- | ---------------------- | --------- | --------- | --------- | ---- |
| A.        | 「北ウイング」         | 康珍化    | 林哲司    | 林哲司    | 4:39 |
| B.        | 「リ・フ・レ・イ・ン」 | 松井五郎  | 松田良    | 萩田光雄  | 4:57 |
| 合計時間: | 合計時間:              | 合計時間: | 合計時間: | 合計時間: | 9:36 |

### 規格
- 1988年7月25日 - 8cmCD: 10SL-136[32]
- 1988年12月21日 - CT: 10L5-4046[33]
- 1998年11月26日 - 12cmCD: WPC6-8664[34]
- 2008年11月12日 - デジタル・ダウンロード[35][36]
- 2014年6月18日 - 12cmCD, Singles Box 1982-1991の一枚として

## クレジット
「北ウイング」、『ANNIVERSARY』のライナー・ノーツより
スタッフ
| - ディレクター: 島田雄三 - ミキサー: 菊地功 - 撮影: 渡辺達生 - スタイリスト: 池谷幸江 | - デザイン: 持田恭男 - セールス・プロモーター: 畠山政行 - プロモーター: 田中良明 |

参加ミュージシャン
| - ドラムス: 宮崎全弘 - エレクトリック・ベース: 富倉安生 - エレクトリック・ギター: 松原正樹 - キーボード: 富樫春生 | - パーカッション: 木村誠 - ストリングス: JOEストリングス - コーラス: イブ、比山清、木戸恭弘、林哲司 |

特別盤両A面シングル
- Photo by 渡辺達生[21]
- Art by 横尾忠則[21]

## 収録アルバム
北ウイング
- 『ANNIVERSARY』[7][8]
- 『BEST』[37][8]
- 『AKINA BOX 1982-1989』
- 『AKINA BOX 1982-1991』

リ・フ・レ・イ・ン
- 『POSSIBILITY』[17][21]

## カバーしたアーティスト
- 1996年、Kream（アルバム『タイムマシンにおねがい』）[38]
- 2003年、CHINEPHILE（アルバム『KAYOMANIA』）[39]
- 2006年、CHiYO（ネット配信）[40]
- 2013年、松本明子（コンピレーション・シングル『King Of Pops 2』）
- 2014年、PENICILLIN（シングル『SOL』）
- 2021年、雨宮天（アルバム『COVERS -Sora Amamiya favorite songs-』[41]）
- 2025年発売予定、一青窈（トリビュート・アルバム『中森明菜 Tribute Album “明響”』）